# Atlantis (film, 2019)
Pour les articles homonymes, voir Atlantis.
Pour plus de détails, voir Fiche technique et Distribution.
Atlantis (ukrainien : Атлантида) est un film ukrainien dystopique post-apocalyptique réalisé par Valentyn Vassianovytch, sorti en 2019.

## Synopsis
Dans une Ukraine orientale dévastée par la guerre, un soldat à la retraite perd son emploi dans une fonderie. Son nouveau travail consiste à exhumer les cadavres.

## Fiche technique
- Réalisation : Valentyn Vassianovytch
- Pays de production :  Ukraine

## Tournage

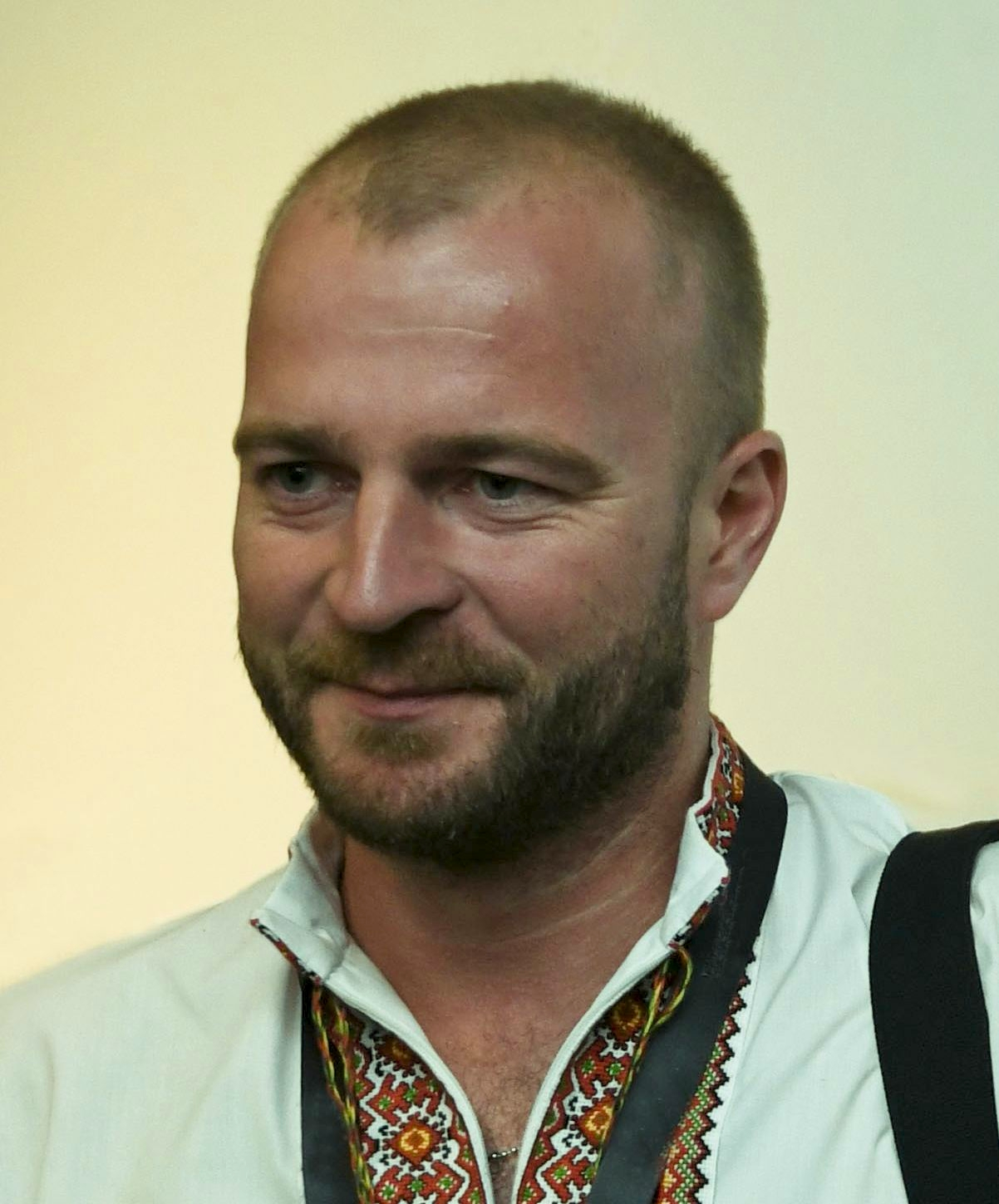
Andrii Rymaruk interprète Sergiy.

Aucun des rôles de ce film n'a été joué par des acteurs, mais plutôt par des vétérans, des bénévoles, des soldats. L'un des rôles principaux a été joué par Andriy Rymaryk, un ancien éclaireur militaire, qui a traversé la guerre du Donbass et travaille actuellement chez Come Back Alive, une ONG ukrainienne qui aide les soldats ukrainiens sur la base du financement participatif. Il est à noter que l'ambulancier paramédical Liudmyla Bileka et le bénévole Vasyl Antoniak étaient également dans le film.
Le tournage s'est principalement déroulée à Marioupol, de janvier à mars 2018.

## Distinctions
Le film est diffusé dans la section Contemporary World Cinema du Festival international du film de Toronto 2019. À la Mostra de Venise 2019, le film remporte le prix Best Film dans la section Horizons. Il est sélectionné comme candidat ukrainien pour l'Oscar du meilleur film international lors de la 93e cérémonie des Oscars, mais n'est pas nommé.
Il reçoit le Grand Prix Listapad d'or du meilleur film au festival Listapad 2019 et le Prix spécial du jury lors du Festival international du film de Tokyo 2019. Il est également en compétition au Festival de cinéma européen des Arcs 2019 et au Festival GoEast 2020.
- Festival du film de Cork 2019 : Prix Esprit du festival (Nommé)
- Festival du Film de Denver (en) 2020 : Prix Krzystof Kieslowski (Lauréat)
- Mostra de Venise 2019 (28 août - 7 sept 2019) : Prix Horizon du meilleur film (Lauréat)
- Festival du film de Hambourg : Prix de la Critique (Valentyn Vassianovytch) (Nommé)[11]
- Festival international du film d'Istanbul 2020[12]
- Festival international du film d'Odessa 2020[13]
- Festival du nouveau cinéma de Montréal 2021 : Louve d'or
- Satellite Awards 2021 (Nommé comme meilleur film en langue étrangère)
- Ukrainian Film Critics Awards 2020:
  - Meilleur film (Valentyn Vassianovytch et Wladimir Jazenko)
  - Meilleur réalisateur (Valentyn Vassianovytch)
  - Nommé comme Meilleur acteur (Andrii Rymaruk)
  - Nommée comme Meilleure actrice (Ljudmyla Bileka)[14]